# Donja Ilova
Donja Ilova (cyr. Доња Илова) – wieś w Bośni i Hercegowinie, w Republice Serbskiej, w gminie Prnjavor. W 2013 roku liczyła 511 mieszkańców.